# اوئنو تسوروهیمه
اوئنو تسوروهیمه ((به ژاپنی: 上野鶴姫 Ueno Tsuruhime); – ۱ ژانویهٔ ۱۵۷۷) یک زن جنگنده اونا بوگیشا در دوره سنگوکو و دختر  میمورا ایه‌چیکا بود.